# Carex paniculata
Carex paniculata é uma espécie de planta com flor pertencente à família Cyperaceae. 
A autoridade científica da espécie é L., tendo sido publicada em Centuria I. Plantarum...31. 1755.

## Portugal
Trata-se de uma espécie presente no território português, nomeadamente os seguintes táxones infraespecíficos:
- Carex paniculata subsp. lusitanica - presente em Portugal Continental. Em termos de naturalidade é nativa da região atrás referida. Não se encontra protegida por legislação portuguesa ou da Comunidade Europeia.